# František Picek
František Picek, né le 13 avril 1912 et mort en 2007, est un ancien joueur tchécoslovaque de basket-ball.

## Palmarès
- 3e du championnat d'Europe 1935